# Crimpshrine
A Crimpshine egy amerikai, 1982-től 1989-ig működött punk rock együttes volt, amely a kaliforniai Berkeleyben alakult.
Tagjai: Aaron Cometbus, Jeff Ott, Jesse Michaels, Pete Rypins, Tim Armstrong, Idon Bryant, Paul Curran és Harry Smith. Aaron Cometbus a "Cometbus" nevű punk magazin alapítója volt, Jesse Michaels pedig később az Operation Ivy nevű együttes énekese lett. Pályafutásuk alatt egy nagylemezt, három középlemezt, három split-lemezt és két válogatáslemezt jelentettek meg.
Eredetileg S.A.G. volt a nevük, ekkor még Cometbus és Michaels mindketten 13 évesek voltak. Felfogadták maguk mellé Jeff Ott gitárost, és nem sokkal később Crimpshine-ra változtatták a nevüket. Ott ekkor még 12 éves volt. A nevet egy ismerős lánynak a feltűnő szőke haja miatt választották.
Az együttes nagy hatással volt a Green Day-re és a punk-rock szcénára. 1989-ben feloszlottak, a tagok  más együttesekbe mentek.

## Diszkográfia
- Lame Gig Contest (1988)